# Hugo II. od Châtillona
Hugo II. (1258. – 1307.) bio je grof Bloisa, sin Guya III. od Saint-Pola i Matilde Brabantske.
Oženio je 1287. Beatricu Flandrijsku, kćer Guya, grofa Flandrije. Beatricina je majka bila Guyeva druga žena Izabela Luksemburška.
Beatrica i Hugo su bili roditelji Guya I. od Châtillona i Ivana, koji je umro 1329., a bio je gospodar Château-Renarda i Millançaya.